# Rodnande hartryffel
Rodnande hartryffel (Rhizopogon roseolus) är en  svamp som liksom andra hartryfflar har en potatisliknande fruktkropp.
Den växer främst på sandig barrskogsmark och fruktkroppen uppträder under sommaren och hösten. Som ung är den vitaktig, men övergår senare till en gråbrun eller grårosa färg. Dess bredd är omkring 2-5 centimeter. Om svampen vidrörs rodnar den.
Den sporbildande gleban är olivbrun till färgen.
Svampen är inte ätlig.